# Seznam slovenskih občinskih praznikov
Občinski praznik je praznik posamezne občine. Predstavlja dan, ko se občani spomnijo kakšnega dogodka iz preteklosti, na katerega so ponosni ali daje občini, kateri pripadajo posebno istovetnost. Občinski praznik se praviloma praznuje na obletnico dogodka, pogosto s proslavo, veselico ali ognjemetom.

## Seznam
| Občina                             | Datum občinskega praznika                                          | Izvor datuma praznika |
| ---------------------------------- | ------------------------------------------------------------------ | --- |
| Ajdovščina                         | 5. maj 1945                                                        | dan ustanovitve Narodne vlade Slovenije, v spomin na osvoboditev izpod fašizma in priključitev Primorske Sloveniji |
| Ankaran                            | 21. junij 2018                                                     | dan uradne ustanovitve Krajinskega parka Debeli rtič |
| Apače                              | 14. september                                                      | Izbran glede na ruralnost občine, saj se v času sredine septembra praviloma pričnejo opravljati spravila pridelkov. |
| Beltinci                           | 17. avgust 1919                                                    | dan proglasitve osvoboditve in izročitve Prekmurja civilni jugoslovanski upravi |
| Benedikt                           | 11. julij                                                          | godovni dan župnijskega zavetnika svetega Benedikta |
| Bistrica ob Sotli                  | 29. junij                                                          | godovni dan župnijskega zavetnika svetega Petra |
| Bled                               | 10. april 1004                                                     | dan podaritve Bleda in sosednjega ozemlja med obema Savama s strani cesarja Henrika II. briksenskemu škofu Albuinu |
| Bloke                              | 29. september                                                      | godovni dan župnijskega zavetnika svetega Mihaela |
| Bohinj                             | 26. avgust 1778                                                    | dan, ko se je zgodil prvi vzpon štirih bohinjskih mož (Luka Korošec, Matevž Kos, Štefan Rožič in Lovrenc Willomitzer) na Triglav; občina obeležuje tudi svoj kulturni praznik na 26. marec v spomin na rojstvo bohinjskega pisatelja Janeza Mencingerja leta 1838 na Brodu v Bohinju                                     |
| Borovnica                          | 27. julij 1857                                                     | dan slavnostnega odprtja Južne železnice ter obletnica prve omembe kraja Borovnica leta 1257 |
| Bovec                              | 4. julij                                                           | godovni dan župnijskega zavetnika svetega Urha |
| Braslovče                          | v mesecu septembru                                                 | v spomin na prvo znano pisno omembo kraja leta iz 1140 |
| Brda                               | v mesecu juniju                                                    | v sklopu praznika češenj v mesecu septembru |
| Brezovica pri Ljubljani            | 4. oktober 1994                                                    | datum ustanovitve občine |
| Brežice                            | 28. oktober 1941                                                   | dan ustanovitve brežiške čete, ki je bila ustanovljena, da prepreči preseljevanje Slovencev iz Posavja |
| Cankova                            | 25. maj                                                            | datum je bil določen na seji Občinskega sveta dne 3. december 2004 in ni povezan s pomembnimi dogodki v občini. |
| Celje                              | 11. april 1451                                                     | dan podelitve oz. pridobitve mestnih pravic s strani Friderika II. Celjskega |
| Cerklje na Gorenjskem              | 23. september 1919                                                 | dan smrti igralca, režiserja in dramaturga Ignacija Borštnika, ki se je rodil v Cerkljah leta 1858 |
| Cerknica                           | 12. junij 1870                                                     | dan izvedbe cerkniškega tabora, organiziranega v okviru vseslovenskega taborskega gibanja |
| Cerkno                             | 1. oktober 1814                                                    | dan rojstva matematika in pedagoga Franca Močnika (umrl 1892 v Gradcu) ter ustanovitev Vojkove brigade leta 1943 |
| Cerkvenjak                         | zadnji teden v mesecu juniju                                       | v spomin na 21. junij 1998, ko se je zgodil referendum za ustanovitev samostojne občine Cerkvenjak |
| Cirkulane                          | prvi teden v juniju, osrednja prireditev je na prvi petek v juniju | ? |
| Črenšovci                          | 8. maj 1322                                                        | dan prve pisne omembe krajev Črenšovci, Zgornja Bistrica, Srednja Bistrica in Spodnja Bistrica |
| Črna na Koroškem                   | 19. avgust                                                         | v spomin na zadnje boje 2. svetovne vojne v Mežiški dolini in zmago Koroškega odreda |
| Črnomelj                           | 19. februar 1944                                                   | datum prvega zasedanja Slovenskega narodnoosvobodilnega sveta – SNOS (19. in 20. februar 1944) v Črnomlju |
| Destrnik                           | 25. maj                                                            | godovni dan župnijskega zavetnika svetega Urbana |
| Divača                             | 13. januar 1904                                                    | dan rojstva pisatelja Bogomirja Magajne |
| Dobje                              | 22. julij 1998                                                     | dan sprejema zakona o ustanovitvi občine Dobje v Državnem zboru Republike Slovenije |
| Dobrepolje                         | 6. december 1868                                                   | dan rojstva pisatelja in učitelja Frana Jakliča |
| Dobrna                             | 15. junij                                                          | začetek širitve turizma v Dobrni ob zaključku večjih obnovitvenih del v Termah Dobrna |
| Dobrova - Polhov Gradec            | 25. junij 1991                                                     | dan državnosti |
| Dobrovnik                          | 13. december 1998                                                  | dan, ko je na prvi konstitutivni seji s potrditvijo mandatov občinskih svetnikov in župana nastala samostojna Občina Dobrovnik |
| Dol pri Ljubljani                  | 23. marec 1754                                                     | dan rojstva matematika Jurija Vege |
| Dolenjske Toplice                  | 22. julij 1998                                                     | dan, ko je Državni zbor sprejel zakon, na osnovi katerega so Dolenjske Toplice postale samostojna občina |
| Domžale                            | 19. april 1952                                                     | dan razglasitve Domžal za takratno mestno občino |
| Dornava                            | 14. junij 1178                                                     | dan prve pisne omembe kraja Dornava z okoliškimi hribi, gozdovi in vinogradi |
| Dravograd                          | 4. julij 1941                                                      | dan, ko je okupator izselil številne Dravograjčane v Srbijo |
| Duplek                             | med 1. in 7. julijem v sklopu Dupleškega tedna                     | ? |
| Gorenja vas - Poljane              | 23. november 973                                                   | dan prve omembe krajev v današnji občini Gorenja vas - Poljane |
| Gorišnica                          | 20. julij                                                          | godovni dan župnijske zavetnice svete Marjete |
| Gorje                              | 25. junij                                                          | dan državnosti |
| Gornja Radgona                     | 1. oktober                                                         | tradicionalen datum spravila sadov s polj, vrtov, iz vinogradov in sadovnjakov |
| Gornji Grad                        | 30. junij 1928                                                     | dan razglasitve Gornjega Gradu kot mesta |
| Gornji Petrovci                    | 18. avgust 1934                                                    | dan, ko sta v vasi Ženavlje s stratosferskim balonom pristala belgijska znanstvenika Max Cosyns in Nere van Elst |
| Grad                               | 8. avgust                                                          | ? |
| Grosuplje                          | 25. junij                                                          | dan državnosti |
| Hajdina                            | v soboto pred Martinovo nedeljo (v mesecu novembru)                | god krajevnega zavetnika svetega Martina |
| Hoče - Slivnica                    | 23. september                                                      | ? |
| Hodoš                              | 19. julij 1998                                                     | dan uradnega nastanka občine |
| Horjul                             | 21. junij 1998                                                     | dan uradnega nastanka občine |
| Hrastnik                           | 3. julij 1934                                                      | v spomin na veliko gladovno stavko rudarjev, steklarjev in kemičarjev. |
| Hrpelje - Kozina                   | 7. september 2013                                                  | datum svečanega podpisa listine o pobratenju med občinami Hrpelje - Kozina, Dolina in Lanišće ob odprti meji |
| Idrija                             | 22. junij 1508                                                     | dan odkritja ležišča cinabaritne rude na območju Idrije |
| Ig                                 | 21. marec 1848                                                     | dan obračuna Ižancev na graščino v noči 21. na 22. marec, ko se je velika truma kmetov zbrala in napadla ižanski grad |
| Ivančna Gorica                     | 29. maj 1868                                                       | dan, ko je pisatelj Josip Jurčič postal urednik časnika Slovenski narod |
| Izola                              | 11. julij 1944                                                     | dan množičnega odhoda Izolanov v partizane |
| Ilirska Bistrica                   | 4. junij 1942                                                      | dan požiga sedmih vasi na desnem bregu reke Reke s strani okupatorja |
| Jesenice                           | 20. marec 1929                                                     | dan preimenovanja trga Jesenice v mesto |
| Jezersko                           | 10. september 1919                                                 | dan podpisa senžermenske mirovne pogodbe, ko je bila postavljena državna meja z Avstrijo; 19. junij (krajevni praznik), v spomin na množičen odhod domačinov v boj proti okupatorju v 2. svetovni vojni |
| Juršinci                           | 10. avgust                                                         | godovni dan župnijskega zavetnika svetega Lovrenca |
| Kamnik                             | 29. marec 1874                                                     | dan rojstva generala Rudolfa Maistra |
| Kanal ob Soči                      | 29. april 1847                                                     | dan smrti duhovnika Valentina Staniča |
| Kidričevo                          | 25. junij 1991                                                     | dan državnosti |
| Kobarid                            | 15. oktober 1844                                                   | dan rojstva pesnika Simona Gregorčiča |
| Kobilje                            | zadnji teden v avgustu                                             | ? |
| Kočevje                            | 3. oktober 1943                                                    | datum v spomin zasedanju Zbora odposlancev v Kočevju od 1. do 3. oktobra 1943 v takratnem Sokolskem domu |
| Koper                              | 15. maj 1921                                                       | dan Marežganskega upora |
| Komen                              | 21. junij 1994                                                     | dan sprejema simbolov Občine Komen za uradne |
| Komenda                            | 15. maj                                                            | ? |
| Kostanjevica na Krki               | 16. avgust 1252                                                    | dan prve omembe Kostanjevice na Krki kot mesta v pisnih virih; spominski dan: 21. oktober 1943, v spomin na streljanje nedolžnih talcev v Kostanjevici |
| Kostel                             | 24. junij 1336                                                     | prva pisna omemba gradu Kostel v pisnih virih |
| Kozje                              | 15. april 1016                                                     | na ta dan je rimski cesar Henrik II. podaril grofu Viljemu Breže-Selškemu naselje Kozje s 30 kraljevskimi kmetijami in to v dokaz ovekovečil |
| Kranj                              | 3. december 1800                                                   | dan rojstva pesnika Franceta Prešerna |
| Kranjska Gora                      | 7. avgust 1895                                                     | datum postavitve Aljaževega stolpa |
| Križevci pri Ljutomeru             | 8. september                                                       | tradicionalni dan, ko so v sklopu kmečkega praznika kmetje prirejali preizkušnje konj, sčasoma so te prerasle v konjske dirke |
| Krško                              | 7. junij                                                           | v spomin na prve krške žrtve in vrnitev izgnancev |
| Kungota                            | 7. junij                                                           | dan, ko je Andrej Perlach overil oporoko ter zapustil del svojega premoženja za ustanovitev takratnega štipendijskega sklada za tamkajšnje krajane |
| Kuzma                              | 2. julij 1991                                                      | v spomin na desetdnevno vojno – dan, ko je zadnji vojak agresorske vojske zapustil Kuzmo |
| Laško                              | 7. november 1227                                                   | dan prve omembe Laškega kot trga v pisnem viru – Listini Leopolda VI. |
| Lenart                             | 6. november                                                        | godovni dan župnijskega zavetnika svetega Lenarta |
| Lendava                            | 28. oktober 1366                                                   | dan ko je kralj Ludvik I. rodbini Bánnfy podelil sejemske pravice |
| Litija                             | 16. junij 1981                                                     | dan, ko so v Spodnji Slivni člani koordinacijskega odbora sprejeli elaborat projekta GEOSS |
| Ljubljana                          | 9. maj 1945                                                        | dan osvoboditve Ljubljane |
| Ljubno                             | na petek pred prvo nedeljo v avgustu                               | ? |
| Ljutomer                           | 9. avgust 1868                                                     | dan, ko je bil organiziran prvi slovenski tabor |
| Log - Dragomer                     | 30. maj 2006                                                       | dan ustanovitve občine |
| Logatec                            | 20. september 1875                                                 | dan selitve okrajnega glavarstva iz Planine v Logatec |
| Loška dolina                       | 19. oktober 1941                                                   | dan, ko je skupina upornikov pod vodstvom poročnika Ljuba Šercerja napadla italijansko posadko v Ložu |
| Loški Potok                        | 5. oktober 1813                                                    | obletnica pričetka organiziranega šolstva v Loškem Potoku |
| Lovrenc na Pohorju                 | zadnjo soboto v avgustu                                            | ob zaključku prireditev ob Jezernikovih dnevih, v spomin na 900-letnico prve omembe kraja v zgodovinskih dokumentih. Spominski dan: 17. september, obletnica zmage Pohorske čete na Klopnem vrhu v drugi svetovni vojni                                                                                                  |
| Luče                               | 10. avgust                                                         | godovni dan zavetnika svetega Lovrenca |
| Lukovica                           | 4. september 1852                                                  | dan rojstva pisatelja Janka Kersnika na Brdu pri Lukovici |
| Majšperk                           | v mesecu septembru                                                 | ? |
| Makole                             | 30. november                                                       | ? |
| Maribor                            | 20. oktober 1164                                                   | dan prve omembe mesta Maribor v pisnih listinah |
| Markovci                           | 25. april                                                          | godovni dan zavetnika in svetnika svetega Marka, po katerem se imenuje kraj |
| Mengeš                             | 29. maj 1830                                                       | dan rojstva pisatelja Janeza Trdine |
| Medvode                            | 6. julij 1845                                                      | dan rojstva duhovnika, planinca in skladatelja Jakoba Aljaža v Zavrhu pod Šmarno goro (umrl 1927) |
| Metlika                            | 26. november 1942                                                  | dan, ko so slovenski in hrvaški partizani uničili belogardistično postojanko na Suhorju |
| Mežica                             | 4. december                                                        | zgodovinski stanovski praznik mežiških rudarjev |
| Miklavž na Dravskem polju          | 19. april 1998                                                     | dan izvedbe referenduma za osamosvojitev občine Miklavž na Dravskem polju |
| Miren - Kostanjevica               | 3. oktober 1994                                                    | dan ustanovitve občine in določitve njenih meja |
| Mirna                              | 1. julij 2011                                                      | dan ustanovitve Občine Mirna kot samostojne občine |
| Mirna Peč                          | 21. junij 1998                                                     | dan izvedbe referenduma za osamosvojitev občine Mirna Peč |
| Mislinja                           | v zadnjem tednu oz. na zadnjo soboto v juniju                      | ? |
| Mokronog - Trebelno                | 14. marec 2006                                                     | dan ustanovitve občine |
| Moravče                            | 23. marec 1754                                                     | rojstvo matematika in vojaka Jurija Vege v Zagorici pri Dolskem (umrl 1802) |
| Moravske Toplice                   | 7. september 1962                                                  | dan prve znanstvene analize vode iz prve moravske vrtine v kemijskem laboratoriju v kraju Umeä na Švedskem |
| Mozirje                            | 24. april                                                          | godovni dan zavetnika svetega Jurija |
| Murska Sobota                      | 16. julij 1348                                                     | dan prve omembe Murske Sobote pod imenom Muraszombath |
| Muta                               | 25. junij 1991                                                     | dan državnosti |
| Naklo                              | 29. junij                                                          | godovni dan župnijskega zavetnika cerkve v Naklem svetega Petra |
| Nazarje                            | 18. september 1998                                                 | datum vpisa Osnovne šole Nazarje v register vzgojno-izobraževalnih zavodov |
| Nova Gorica                        | 9. september 1943                                                  | v spomin na Goriško fronto |
| Novo mesto                         | 7. april 1365                                                      | dan, ko je Rudolf IV. Habsburški podpisal listino za dodelitev mestnih pravic Novemu mestu |
| Oplotnica                          | 22. maj 1944                                                       | dan, ko je 2. bataljon Zidanškove brigade z vdorom v vas uničil pomembne okupatorjeve postojanke v Oplotnici in okoliških zaselkih |
| Odranci                            | 8. maj 1322                                                        | dan prve pisne omembe kraja pod imenom Adrianci |
| Ormož                              | 16. junij 1273                                                     | dan prve omembe Ormoža pod imenom Holermous |
| Osilnica                           | 1. maj 1363                                                        | dan, ko je oglejski patriarh Ludovik della Torre v Vidmu izdal listino, s katero je potrdil samostojnost osilniške župnije |
| Pesnica pri Mariboru               | 26. junij 1991                                                     | dan, ko so pripadniki JLA hoteli zavzeti mejni prehod Šentilj |
| Piran                              | 15. oktober 1944                                                   | v spomin na ustanovitev prvega Mornariškega odreda Koper |
| Pivka                              | 9. maj 1869                                                        | dan, ko se je v Pivki, na gradu Kalec pri Zagorju zgodil tabor – politično in kulturniško zborovanje s težnjo po zedinjeni Sloveniji. |
| Podčetrtek                         | 9. september 1966                                                  | začetek razvoja sodobnega turizma v Podčetrtku ob dnevu uradne otvoritve Atomskih toplic |
| Podlehnik                          | prva sobota v juniju                                               | ? |
| Podvelka                           | 8. avgust 1998                                                     | dan ustanovitve občine |
| Poljčane                           | 2. junij 1846                                                      | dan, ko je v Poljčane pripeljal prvi vlak |
| Polzela                            | 2. oktober 1942                                                    | ustrelitev talcev s Polzele v Mariboru |
| Postojna                           | 23. april 1944                                                     | dan, ko je minerski vod 31. divizije s požigom nemškemu okupatorju uničil glavno zalogo goriva v Postojnski jami. |
| Prebold                            | zadnja sobota v juniju                                             | ? |
| Preddvor                           | 1. junij 1854                                                      | dan smrti prve slovenske pesnice Josipine Urbančič - Turnograjske |
| Prevalje                           | 26. junij 1991                                                     | dan izobešenja slovenske zastave na mejnem prehodu Holmec v znak razglasitve samostojne Republike Slovenije |
| Ptuj                               | 5. avgust 1513                                                     | dan izdaje in potrditve prvega mestnega prava |
| Puconci                            | 13. oktober 1781                                                   | dan objave tolerančnega patenta |
| Rače - Fram                        | 21. junij                                                          | prvi dan koledarskega poletja |
| Radeče                             | 8. september                                                       | v spomin na izgnance v času 2. svetovne vojne in preimenovanje trga Radeče v mesto |
| Radlje ob Dravi                    | v mesecu septembru                                                 | ? |
| Radovljica                         | 5. avgust 1941                                                     | dan ustanovitve Cankarjevega bataljona na Vodiški planini; 11. december 1756, dan rojstva prvega slovenskega dramatika Antona Tomaža Linharta |
| Radenci                            | 19. junij 1870                                                     | v spomin na kapelski (radenski) tabor |
| Ravne na Koroškem                  | 12. april 1952                                                     | dan izglasovanja zakona, da Ravne na Koroškem postanejo mesto |
| Razkrižje                          | 28. junij 1991                                                     | v spomin na prvi oboroženi spopad na Gibini v sklopu desetdnevne vojne |
| Rečica ob Savinji                  | 17. junij 1899                                                     | dan ustanovitve kmetijskega društva in podelitve trških pravic (v letu 1585) |
| Renče - Vogrsko                    | 26. april 2001                                                     | datum, ko so predsedniki treh tamkajšnjih krajevnih skupnosti podpisali dokument, v katerem so izrazili voljo za odcepitev od Mestne občine Nova Gorica in oblikovanju nove samostojne občine |
| Ribnica                            | 23. oktober 1492                                                   | dan izdaje patenta s strani cesarja Friderika III. za trgovanje z izdelki, ki jih Ribničani sami naredijo ali pridelajo |
| Ribnica na Pohorju                 | 18. maj 1266                                                       | v spomin na ohranjeni srednjeveški pergamentni zemljiški listini s tem datumom, da je Herbord Dravograjski skupaj z ženo Gertrudo prodal Siegfriedu Radeljskemu 8 mark posesti v Ribnici, on pa, da je takoj podaril to posest Samostanu avguštink Radlje ob Dravi                                                       |
| Rogaška Slatina                    | 26. julij                                                          | godovni dan zavetnice svete Ane |
| Rogašovci                          | 24. april                                                          | godovni dan zavetnika svetega Jurija |
| Rogatec                            | prva sobota v septembru                                            | v povezavi z dolgoletno sejemsko tradicijo v kraju (pred 1550 je nadvojvoda Ferdinand I. odobril tedenski sejem ob sredah in določil tri letne sejemske datume); najdaljšo tradicijo v kraju ima Jernejev sejem, ki se organizira na godovni dan krajevnega zavetnika svetega Jerneja (24. avgust)                       |
| Ruše                               | 21. junij                                                          | prvi dan koledarskega poletja |
| Selnica ob Dravi                   | 23. maj                                                            | spominski dan: 2. julij 1991, v spomin na dogodke v osamosvojitveni vojni pri Svetem Duhu na Ostrem vrhu |
| Semič                              | 28. oktober 1941                                                   | dan ustanovitve Semiške čete na Smuku nad Semičem |
| Sevnica                            | 12. november 1941                                                  | v spomin na dan, ko je iz sevniškega zapora komandir Dušan Kveder - Tomaž s svojo skupino partizanov rešil skupino političnih ujetnikov |
| Sežana                             | 28. avgust 1941                                                    | dan prihoda prve partizanske čete na Kras in začetek oboroženega upora proti okupatorju |
| Slovenj Gradec                     | 19. september 1989                                                 | dan prejema naziva Mesto glasnik miru s strani Organizacije združenih narodov |
| Slovenska Bistrica                 | 12. marec 1311                                                     | dan prve omembe bistriških meščanov v pisnih virih |
| Slovenske Konjice                  | 30. junij                                                          | ? |
| Sodražica                          | 30. oktober 1784                                                   | dan, ko je cesarica Marija Terezija kraju Sodražica odobrila pravico do tedenskega tržnega dneva |
| Solčava                            | 5. avgust                                                          | godovni dan župnijske zavetnice Marije Snežne |
| Središče ob Dravi                  | 11. april 1942                                                     | dan, ko se je zgodilo največ ustrelitev izmed s strani Nemcev v začetku leta 1942 aretiranih 18 krajanov Središča ob Dravi |
| Starše                             | 31. maj 1677                                                       | na ta dan so se kmetje v Staršah uprli grofu Juriju Gunterju Herbersteinu, ki si je lastil vse lovne in ribolovne pravice ter jim delal škodo na poljih |
| Straža                             | 22. april 1878                                                     | dan ustanovitve prve osnovne šole v Vavti vasi |
| Sveta Ana v Slovenskih goricah     | celoten zadnji teden v mesecu juliju v sklopu Aninega tedna        | navezava na godovni dan župnijske zavetnice svete Ane |
| Sveta Trojica v Slovenskih goricah | nedelja Svete trojice (prva nedelja po binkoštih)                  | godovni dan župnijskega in krajevnega zavetnika Svete Trojice |
| Sveti Andraž v Slovenskih goricah  | 30. november                                                       | godovni dan zavetnika župnije svetega Andreja |
| Sveti Jurij ob Ščavnici            | 24. april 1329                                                     | dan izdaje listine o obstoju kraja |
| Sveti Jurij v Slovenskih goricah   | 23. april                                                          | godovni dan zavetnika svetega Jurija |
| Sveti Tomaž                        | 3. julij                                                           | godovni dan župnijskega zavetnika svetega Tomaža |
| Šalovci                            | 11. avgust 1999                                                    | v spomin na sončev mrk, ki je bil na območju Občine Šalovci najbolj viden |
| Šempeter - Vrtojba                 | 22. julij 1998                                                     | dan, ko je Državni zbor Republike Slovenije sprejel odločitev, da Šempeter - Vrtojba postane samostojna občina |
| Šenčur                             | 23. april                                                          | godovni dan zavetnika svetega Jurija, po katerem je kraj dobil ime |
| Šentjernej                         | 24. avgust                                                         | godovni dan zavetnika svetega Jerneja, po katerem je kraj dobil ime |
| Šentilj                            | 29. marec 1874                                                     | dan rojstva generala in pesnika Rudolfa Maistra; krajevni praznik (Ilgovo): prva nedelja v septembru, posvečen svetniku in župnijskemu zavetniku svetemu Ilju |
| Šentjur                            | 24. september 1862                                                 | dan smrti Antona Martina Slomška, rojenega na Slomu pri Ponikvi |
| Šentrupert                         | 2. junij                                                           | dan, ko je bila dograjena cerkev sv. Ruperta, Šentrupert, ki predstavlja največji kulturni spomenik v občini |
| Škocjan                            | 6. julij 1819                                                      | dan rojstva Ignacija Knobleharja |
| Škofljica                          | 1. september 1903                                                  | dan pričetka rednega šolskega pouka v Želimljah |
| Škofja Loka                        | 30. junij 973                                                      | dan prve omembe kraja v darilni listini cesarja Otona II. |
| Šmarje pri Jelšah                  | zadnji teden v juniju                                              | ? |
| Šmarješke Toplice                  | 15. junij 1074                                                     | dan prve uradne omembe krajev pod Vinjim vrhom v pisnih virih |
| Šmartno ob Paki                    | 11. november                                                       | godovni dan zavetnika svetega Martina, po katerem je kraj dobil ime |
| Šmartno pri Litiji                 | 11. november                                                       | godovni dan zavetnika svetega Martina |
| Šoštanj                            | 30. september 1436                                                 | v počastitev pridobitve trških pravic s strani Friderika Celjskega |
| Štore                              | 1. junij 1836                                                      | v spomin na dan, ko je Ignacij Novak kupil fevdne pravice za odprtje rudnika Laška vas – Pečovje |
| Tabor                              | 24. april                                                          | v spomin na velike kmečke upore v 17. stoletju, ki so se začeli na plemiškem posestvu Ojstrica |
| Tišina                             | 8. september                                                       | dan rojstva župnijske zavetnice svete Marije (praznik Marijino rojstvo – mali šmaren) |
| Tolmin                             | 31. maj                                                            | v počastitev več zgodovinskih dogodkov, ki so se zgodili v maju (tolminski punt, ustanovitev Gregorčičeve brigade, osvoboditev mesta Tolmin, aktivnosti organizacije TIGR, narodni tabor in prva seja demokratično izvoljene občinske skupščine)                                                                         |
| Trbovlje                           | 1. junij 1924                                                      | dan spopada med Orjuno in trboveljskimi delavci – eden prvih organiziranih odporov proti fašizmu v Evropi |
| Trebnje                            | 25. junij                                                          | dan, ko je Trebnje dobilo mestne pravice |
| Trnovska vas                       | 25. oktober 1895                                                   | dan smrti pisatelja Jožefa Muršca v avstrijskem Gradcu, obenem godovni dan župnijskega zavetnika svetega Bolfenka |
| Trzin                              | 15. maj 1273                                                       | datum najstarejše ohranjene listine, v kateri je zapisano ime kraja. Gre za dokument Nemškega viteškega reda, s katerim je kranjski deželni glavar potrdil, da se je Viljem Svibenjski v korist Nemškega viteškega reda odpovedal pravicam do šestih kmetij v Trzinu, kraj sam pa je v listini zapisan z imenom Direzin. |
| Tržič                              | 12. december 1492                                                  | dan, ko je Tržič pridobil posebne trške pravice in svoboščine in bil iz vasi povzdignjen v trg |
| Turnišče                           | 16. november 1267                                                  | prva omemba cerkve v Turnišču |
| Veržej                             | 29. maj 1998                                                       | obletnica ustanovitve samostojne občine Veržej |
| Velenje                            | 20. september 1959                                                 | dan slovesnega odprtja novega mestnega središča Velenja |
| Velike Lašče                       | 8. junij 1508                                                      | dan rojstva slovenskega protestantskega duhovnika in pisatelja Primoža Trubarja |
| Velika Polana                      | ?                                                                  | ? |
| Videm pri Ptuju                    | 15. junij                                                          | godovni dan zavetnika svetega Vida |
| Vipava                             | 26. junij 1991                                                     | v spomin na dogodke ob slovenski osamosvojitvi |
| Vitanje                            | 25. junij 1306                                                     | dan prve omembe Vitanja kot kraja, kar je opisal Jože Turk v knjigi Trgi in mesta na Slovenskem Štajerskem |
| Vodice                             | 9. september 1995                                                  | pričetek veljavnosti prvega statuta Občine Vodice ob ustanovitvi občine |
| Vojnik                             | 4. oktober 1994                                                    | datum ustanovitve občine |
| Vransko                            | 14. maj 1868                                                       | dan, ko je na Vransko prispela listina avstrijske vlade, ki je ugodila prošnji občinskega odbora po preimenovanju kraja Vransko v trg in dodelitvi grba |
| Vrhnika                            | 10. maj 1876                                                       | dan rojstva pisatelja Ivana Cankarja |
| Vuzenica                           | 15. avgust                                                         | v spomin na delovanje blaženega Antona Martina Slomška, slovenskega duhovnika, pisatelja in narodnega buditelja |
| Zagorje ob Savi                    | 9. avgust 1941                                                     | v spomin, ko so v noči z 8. na 9. avgust 1941 partizani takratne revirske čete napadli orožniško postajo v Zagorju |
| Zavrč                              | v mesecu avgustu/septembru                                         | ? |
| Zreče                              | 29. maj 1994                                                       | dan, ko je bil izglasovan referendum za ustanovitev Občine Zreče |
| Žalec                              | 6. september 1868                                                  | v spomin na 2. slovenski tabor |
| Železniki                          | 30. junij 973                                                      | dan prve pisne omembe krajev v Selški dolini z območja sedanje občine Železniki |
| Žetale                             | tretja sobota v oktobru                                            | ? |
| Žiri                               | 25. junij 1991                                                     | dan državnosti |
| Žirovnica                          | 3. december 1800                                                   | dan rojstva pesnika Franceta Prešerna (umrl 1849); spominski dan: 29. junij, v spomin požiga mostu in ustreljenih talcev v Mostah |
| Žužemberk                          | 15. julij 1560                                                     | datum, ko je zgodovinar Matija Žargi odkril celotno pesnitev Seinsenbergensis Tumultus, napisano in tiskano leta 1560 na Dunaju |